# Артышта (приток Бускускана)
Артышта́ — река в России, протекает по территории Беловского района Кемеровской области. Устье реки находится в 0,6 км по правому берегу реки Бускускан. Длина реки составляет 19 км. На реке расположены населённые пункты Артышта, Бускускан, Шестаки, Старобачаты.

## Притоки
- Чернышка[2] (левый)
- Шестачиха[3] (правый)
- Караколиха[3] (правый)
- Дубрава[3] (левый)

## Данные водного реестра
По данным государственного водного реестра России относится к Верхнеобскому бассейновому округу, водохозяйственный участок реки — Иня, речной подбассейн реки — бассейны притоков (Верхней) Оби до впадения Томи. Речной бассейн реки — (Верхняя) Обь до впадения Иртыша.